# Tadjikistan aux Jeux olympiques d'été de 2024
Le Tadjikistan participe aux Jeux olympiques de 2024 à Paris. Il s'agit de sa 8e participation à des Jeux olympiques d'été.
Le judoka Temur Rakhimov et la boxeuse Mijgona Samadova (en) sont nommés porte-drapeaux de la délégation en juillet 2024,.

## Nombre d’athlètes qualifiés par sport
Voici la liste des qualifiés et sélectionnés tadjiks par sport (remplaçants compris) :
| Sport                                 | Hommes | Femmes | Total |
| ------------------------------------- | ------ | ------ | ----- |
| Athlétisme                            | 1      | -      | 1     |
| Boxe                                  | 2      | 1      | 3     |
| Judo                                  | 6      | -      | 6     |
| Lutte                                 | 1      | -      | 1     |
| Sports aquatiques • Natation sportive | 1      | 1      | 2     |
| Taekwondo                             | -      | 1      | 1     |
| Total                                 | 11     | 3      | 14    |

## Bilan général
| Sport | Médaille d'or, Jeux olympiques | Médaille d'argent, Jeux olympiques | Médaille de bronze, Jeux olympiques | Total | Rang pays |
| ----- | ------------------------------ | ---------------------------------- | ----------------------------------- | ----- | --------- |
| Boxe  | 0                              | 0                                  | 1                                   | 1     | 20e       |
| Judo  | 0                              | 0                                  | 2                                   | 2     | 18e       |
| Total | 0                              | 0                                  | 3                                   | 3     | 79        |

| Jour       | Médaille d'or, Jeux olympiques | Médaille d'argent, Jeux olympiques | Médaille de bronze, Jeux olympiques | Total |
| ---------- | ------------------------------ | ---------------------------------- | ----------------------------------- | ----- |
| 31 juillet | 0                              | 0                                  | 1                                   | 1     |
| 2 août     | 0                              | 0                                  | 1                                   | 1     |
| 4 août     | 0                              | 0                                  | 1                                   | 1     |
| Total      | 0                              | 0                                  | 3                                   | 3     |

| Sexe   | Médaille d'or, Jeux olympiques | Médaille d'argent, Jeux olympiques | Médaille de bronze, Jeux olympiques | Total |
| ------ | ------------------------------ | ---------------------------------- | ----------------------------------- | ----- |
| Hommes | 0                              | 0                                  | 3                                   | 3     |
| Femmes | 0                              | 0                                  | 0                                   | 0     |
| Mixte  | 0                              | 0                                  | 0                                   | 0     |
| Total  | 0                              | 0                                  | 3                                   | 3     |

## Médaillés
| Sport | Discipline       | Athlète(s)         | Performance                            | Date            |
| ----- | ---------------- | ------------------ | -------------------------------------- | --------------- |
| Judo  | -81 kg - Hommes  | Somon Makhmadbekov | 10 - 0 contre Antonio Esposito (ITA)   | 31 juillet 2024 |
| Judo  | +100 kg - Hommes | Temur Rakhimov     | 1 - 0 contre Andy Granda (CUB)         | 2 août 2024     |
| Boxe  | -92 kg - Hommes  | Davlat Boltaev     | 1 - 4 contre Lazizbek Mullojonov (UZB) | 4 août 2024     |

## Résultats

### Athlétisme

#### Hommes
| Athlète          | Épreuve | Tour préliminaire | Tour préliminaire | Premier tour | Premier tour | Demi-finales | Demi-finales | Finale       | Finale       |
| Athlète          | Épreuve | Temps             | Rang              | Temps        | Rang         | Temps        | Rang         | Temps        | Rang         |
| ---------------- | ------- | ----------------- | ----------------- | ------------ | ------------ | ------------ | ------------ | ------------ | ------------ |
| Favoriz Muzrapov | 100 m   | 10 s 60           | 18e               | Non qualifié | Non qualifié | Non qualifié | Non qualifié | Non qualifié | Non qualifié |

### Boxe
| Athlète          | Catégorie               | 1/16e de finale        | 1/8e de finale              | Quart de finale        | Demi-finale               | Finale              | Rang                                |
| Athlète          | Catégorie               | Adversaire Résultat    | Adversaire Résultat         | Adversaire Résultat    | Adversaire Résultat       | Adversaire Résultat | Rang                                |
| ---------------- | ----------------------- | ---------------------- | --------------------------- | ---------------------- | ------------------------- | ------------------- | ----------------------------------- |
| Bakhodur Usmonov | Poids légers (-63,5 kg) | Radoslav Rosenov 0 - 5 | Éliminé                     | Éliminé                | Éliminé                   | Éliminé             | =17e                                |
| Davlat Boltaev   | Poids lourds (-92 kg)   | NC                     | Georgii Kushitashvili 3 - 2 | Jack Marley (en) 4 - 1 | Lazizbek Mullojonov 1 - 4 | Éliminé             | Médaille de bronze, Jeux olympiques |

| athlète          | Catégorie             | 1/16e de finale      | 1/8e de finale      | Quart de finale     | Demi-finale         | Finale              | Rang |
| athlète          | Catégorie             | Adversaire Résultat  | Adversaire Résultat | Adversaire Résultat | Adversaire Résultat | Adversaire Résultat | Rang |
| ---------------- | --------------------- | -------------------- | ------------------- | ------------------- | ------------------- | ------------------- | ---- |
| Mijgona Samadova | Poids plumes (-57 kg) | Alyssa Mendoza 2 - 3 | Éliminée            | Éliminée            | Éliminée            | Éliminée            | =17e |

### Judo
| Athlète                 | Compétition     | 1er tour                       | 2e tour                   | 3e tour                 | Quart de finale               | Demi-finale           | Repêchage                  | Finale / CB               | Rang                                |         |
| Athlète                 | Compétition     | Adversaire Résultat            | Adversaire Résultat       | Adversaire Résultat     | Adversaire Résultat           | Adversaire Résultat   | Adversaire Résultat        | Adversaire Résultat       | Rang                                |         |
| ----------------------- | --------------- | ------------------------------ | ------------------------- | ----------------------- | ----------------------------- | --------------------- | -------------------------- | ------------------------- | ----------------------------------- | ------- |
| Nurali Emomali          | Moins de 66 kg  | Exemptée                       | Shmailov Victoire 01 - 00 | Non disputé             | Abe Défaite 00 - 10           | Non disputé           | Bunčić abandon             | Éliminé                   | Éliminé                             |         |
| Behruzi Khojazoda       | Moins de 73 kg  | Margelidon Défaite 01 - 00     | Éliminé                   | Non disputé             | Éliminé                       | Éliminé               | Éliminé                    | Éliminé                   | Éliminé                             |         |
| Somon Makhmadbekov      | Moins de 81 kg  | Exempté                        | Badawi Victoire 10 - 00   | de Wit Victoire 01 - 00 | Grigalashvili Défaite 00 - 01 | Non disputé           | Boltaboev Victoire 10 - 00 | Esposito Victoire 10 - 00 | Médaille de bronze, Jeux olympiques |         |
| Komronshokh Ustopiriyon | Moins de 90 kg  | Mosakhlishvili Défaite 10 - 00 | Éliminé                   | Non disputé             | Éliminé                       | Éliminé               | Éliminé                    | Éliminé                   | Éliminé                             | Éliminé |
| Dzhakhongir Madzhidov   | Moins de 100 kg | Diesse Défaite 00 - 10         | Éliminé                   | Non disputé             | Éliminé                       | Éliminé               | Éliminé                    | Éliminé                   | Éliminé                             | Éliminé |
| Temur Rakhimov          | Plus de 100 kg  | Exempté                        | Abramov Victoire 10 - 01  | Non disputé             | Yusupov Victoire 11 - 01      | Riner Défaite 00 - 10 | Non disputé                | Granda Victoire 01 - 00   | Médaille de bronze, Jeux olympiques |         |

### Lutte
| Athlète         | Compétition    | Huitièmes de finale           | Quart de finale     | Demi-finale             | Repêchage           | Finale / CB          | Rang |
| Athlète         | Compétition    | Adversaire Résultat           | Adversaire Résultat | Adversaire Résultat     | Adversaire Résultat | Adversaire Résultat  | Rang |
| --------------- | -------------- | ----------------------------- | ------------------- | ----------------------- | ------------------- | -------------------- | ---- |
| Viktor Rassadin | Moins de 74 kg | Georgios Kougioumtsidis 8 - 2 | Feng Lu 7 - 4       | Razambek Zhamalov 2 - 8 | NC                  | Chermen Valiev 2 - 6 | 5e   |

### Natation
| Athlète             | Épreuve        | Séries  | Séries | Demi-finales | Demi-finales | Finale       | Finale       |
| Athlète             | Épreuve        | Temps   | Rang   | Temps        | Rang         | Temps        | Rang         |
| ------------------- | -------------- | ------- | ------ | ------------ | ------------ | ------------ | ------------ |
| Fakhriddin Madkamov | 100 m papillon | 26 s 23 | 56e    | Non qualifié | Non qualifié | Non qualifié | Non qualifié |

| Athlète               | Épreuve         | Séries  | Séries | Demi-finales  | Demi-finales  | Finale        | Finale        |
| Athlète               | Épreuve         | Temps   | Rang   | Temps         | Rang          | Temps         | Rang          |
| --------------------- | --------------- | ------- | ------ | ------------- | ------------- | ------------- | ------------- |
| Ekaterina Bordachyova | 50 m nage libre | 28 s 85 | 53e    | Non qualifiée | Non qualifiée | Non qualifiée | Non qualifiée |

### Taekwondo
| Athlète             | Compétition   | Éliminatoires       | Quart de finale     | Demi-finale         | Repêchage           | Finale / CB         | Rang |
| Athlète             | Compétition   | Adversaire Résultat | Adversaire Résultat | Adversaire Résultat | Adversaire Résultat | Adversaire Résultat | Rang |
| ------------------- | ------------- | ------------------- | ------------------- | ------------------- | ------------------- | ------------------- | ---- |
| Munira Abdusalomova | Plus de 67 kg | Althéa Laurin 0 - 2 | Éliminée            | Éliminée            | Lorena Brandl 0 - 2 | Éliminée            | 7e   |